# Acrocercops quinquistrigella
Acrocercops quinquistrigella là một loài bướm đêm thuộc họ Gracillariidae. Loài này có ở Hoa Kỳ (Kentucky, Texas, Florida và Georgia).
Ấu trùng ăn Sida rhombifolia. Chúng có thể ăn lá nơi chúng làm tổ.